# NHL Entry Draft 2012
Der NHL Entry Draft 2012 fand am 22. und 23. Juni 2012 statt. Es war die 50. Austragung dieser Veranstaltung. Austragungsort war zum zweiten Mal nach 1997 die Stadt Pittsburgh im US-Bundesstaat Pennsylvania. Die erste Runde des Entry Draft fand am 22. Juni statt und wird in Kanada und den Vereinigten Staaten landesweit auf TSN, NBC Sports sowie dem NHL Network ausgestrahlt. Die Runden 2 bis 7 wurden am 23. Juni abgehalten und waren auf dem NHL Network und per Internetstream zu sehen.
Mit dem First Overall Draft-Pick wählten die Edmonton Oilers den russischen Flügelstürmer Nail Jakupow aus. Auf den Plätzen zwei und drei wurden Ryan Murray (Columbus Blue Jackets) und Alex Galchenyuk (Montréal Canadiens) selektiert. Insgesamt wurden in sieben Runden 211 Spieler aus 12 Nationen von den NHL-Franchises gedraftet. Die Washington Capitals wählten dabei mit zehn Spielern die Meisten aus; die New York Rangers besaßen mit vier Wahlrechten die Wenigsten. Als einziger deutscher Spieler wurde Daniel O’Regan von den San Jose Sharks an Position 138 ausgewählt; der einzige gedraftete Schweizer Akteur Christoph Bertschy wurde an 158. Position von den Minnesota Wild ausgewählt.

## Verfügbare Spieler
Alle Spieler, die zwischen dem 1. Januar 1992 und dem 14. September 1994 geboren wurden, sind für den Entry Draft verfügbar. Zusätzlich sind alle ungedrafteten, nicht-nordamerikanischen Spieler über 20 für den Draft zugelassen. Ebenso sind diejenigen Spieler verfügbar, die beim NHL Entry Draft 2010 gewählt wurden und bis zum Zeitpunkt des Entry Draft 2012 keinen Einstiegsvertrag bei ihrem ursprünglichen Draftverein unterschrieben haben.

## Draft-Reihenfolge
Die Draft-Reihenfolge wurde am 10. April 2012 nach Abschluss der regulären Saison der NHL-Spielzeit 2011/12 durch die Draft-Lotterie bestimmt. Dabei nahmen die 14 Teams teil, die sich nicht für die Play-offs dieser Saison qualifizierten; beziehungsweise deren Wahlrecht-Inhaber. Der Sieger der Lotterie konnte dabei maximal vier Positionen in der Reihenfolge aufsteigen. Das schlechteste Team der regulären Saison hatte eine Chance von 48,2 Prozent die Lotterie zu gewinnen; das beste der 14 nicht für die Playoffs qualifizierten Teams auf dem 14. Platz hatte eine Chance von 0,5 Prozent.
Die Edmonton Oilers gewannen die Lotterie und rückten somit um einen Platz vom zweiten auf den ersten Rang in der Draft-Reihenfolge auf. Dadurch sicherten sie sich zum dritten Mal in Folge den First Overall Draft-Pick. Die Columbus Blue Jackets, das schlechteste Team der regulären Saison, rutschte dadurch vom ersten auf den zweiten Platz in der Draft-Reihenfolge. Die Oilers sind das zweite Team der NHL-Historie, welches drei Jahre in Folge das erste Wahlrecht besitzt. Dieses Privileg besaßen vorher nur die Québec Nordiques, die 1989, 1990 und 1991 über den First-Overall-Pick verfügten.
Die Draftreihenfolge der 16 Play-off-Teilnehmer steht nach dem Stanley-Cup-Finale fest. Der Stanley-Cup-Sieger wird auf Position 30, der Finalgegner auf Position 29 gesetzt. Auf den Positionen 27 und 28 werden die in den Conference-Finals ausgeschiedenen Teams einsortiert. Die restlichen Play-off-Mannschaften werden anhand ihres Tabellenstandes in der regulären Saison gesetzt. Dabei gilt, dass die Mannschaft mit den wenigsten Tabellenpunkten auf Position 15 steht. Die Draft-Reihenfolge gilt für alle Runden des Entry Draft; die Mannschaften können dabei über Transfers Wahlrechte anderer Teams erwerben sowie eigene an andere Mannschaften abgeben.

### Transfer von Erstrunden-Wahlrechten
| Datum            | Von                 | Zu                  | Anmerkung |
| ---------------- | ------------------- | ------------------- | --- |
| 1. Juli 2011     | Colorado Avalanche  | Washington Capitals | Die Colorado Avalanche transferierte ihr Erstrunden-Wahlrecht, sowie ein Zweitrunden-Draftpick nach Washington im Tausch gegen Semjon Warlamow.                                        |
| 21. Februar 2012 | Detroit Red Wings   | Tampa Bay Lightning | Die Detroit Red Wings transferierten ihr Erstrunden-Wahlrecht nach Tampa im Tausch gegen Kyle Quincey.                                                                                 |
| 27. Februar 2012 | Nashville Predators | Buffalo Sabres      | Nashvilles Erstrunden-Wahlrecht erhielten die Buffalo Sabres im Tausch gegen Paul Gaustad und ein Viertrunden-Pick für den NHL Entry Draft 2013.                                       |
| 22. Juni 2012    | Carolina Hurricanes | Pittsburgh Penguins | Die Carolina Hurricanes transferierten ihr Wahlrecht (#8), Brandon Sutter sowie Brian Dumoulin zu den Pittsburgh Penguins im Tausch gegen Jordan Staal.                                |
| 22. Juni 2012    | Calgary Flames      | Buffalo Sabres      | Die Calgary Flames transferierten ihr Erstrunden-Draftpick (#14) zu den Buffalo Sabres im Tausch gegen Nashvilles Erstrunden-Wahlrecht (#21) und Buffalos Zweitrunden-Wahlrecht (#42). |

## Rankings
Die Final Rankings vom NHL Central Scouting Service (CSS) sowie das Ranking vom International Scouting Service (ISS) im Mai 2012 mit den hoffnungsvollsten Talenten für den NHL Entry Draft 2012.
| Rang | Feldspieler Nordamerika | Pos. | Feldspieler Europa | Pos. |
| ---- | ----------------------- | ---- | ------------------ | ---- |
| 1    | Nail Jakupow            | LW   | Filip Forsberg     | C    |
| 2    | Ryan Murray             | D    | Teuvo Teräväinen   | LW   |
| 3    | Michail Grigorenko      | C    | Sebastian Collberg | RW   |
| 4    | Alex Galchenyuk         | C    | Hampus Lindholm    | D    |
| 5    | Morgan Rielly           | D    | Tomáš Hertl        | C    |
| 6    | Cody Ceci               | D    | Pontus Åberg       | LW   |
| 7    | Radek Faksa             | C    | Ville Pokka        | D    |
| 8    | Olli Määttä             | D    | Ludvig Byström     | D    |
| 9    | Jacob Trouba            | D    | Nikolai Prochorkin | LW   |
| 10   | Griffin Reinhart        | D    | Anton Slepyschew   | LW   |

| Rang | Torhüter Nordamerika | Torhüter Europa    |
| ---- | -------------------- | ------------------ |
| 1    | Malcolm Subban       | Andrei Wassilewski |
| 2    | Brandon Whitney      | Oscar Dansk        |
| 3    | Jake Paterson        | Joonas Korpisalo   |

| Rang | Spieler            | Pos. |
| ---- | ------------------ | ---- |
| 1    | Nail Jakupow       | LW   |
| 2    | Filip Forsberg     | C    |
| 3    | Ryan Murray        | D    |
| 4    | Michail Grigorenko | RW   |
| 5    | Jacob Trouba       | D    |
| 6    | Mathew Dumba       | D    |
| 7    | Morgan Rielly      | D    |
| 8    | Teuvo Teräväinen   | LW   |
| 9    | Cody Ceci          | D    |
| 10   | Griffin Reinhart   | D    |

## Draftergebnis
| Inhaltsverzeichnis Runde 1 \| Runde 2 \| Runde 3 \| Runde 4 \| Runde 5 \| Runde 6 \| Runde 7 |

### Runde 1
| #   | Spieler            | Nationalität              | Pos | NHL-Team                                                    | College-/ Junioren-/ Profi-Team                     |
| --- | ------------------ | ------------------------- | --- | ----------------------------------------------------------- | --------------------------------------------------- |
| 1.  | Nail Jakupow       | Russland                  | RW  | Edmonton Oilers                                             | Sarnia Sting (OHL)                                  |
| 2.  | Ryan Murray        | Kanada                    | D   | Columbus Blue Jackets                                       | Everett Silvertips (WHL)                            |
| 3.  | Alex Galchenyuk    | Vereinigte Staaten        | C   | Canadiens de Montréal                                       | Sarnia Sting (OHL)                                  |
| 4.  | Griffin Reinhart   | Kanada                    | D   | New York Islanders                                          | Edmonton Oil Kings (WHL)                            |
| 5.  | Morgan Rielly      | Kanada                    | D   | Toronto Maple Leafs                                         | Moose Jaw Warriors (WHL)                            |
| 6.  | Hampus Lindholm    | Schweden                  | D   | Anaheim Ducks                                               | Rögle BK (Elitserien)                               |
| 7.  | Mathew Dumba       | Kanada                    | D   | Minnesota Wild                                              | Red Deer Rebels (WHL)                               |
| 8.  | Derrick Pouliot    | Kanada                    | D   | Pittsburgh Penguins (von Carolina Hurricanes)               | Portland Winterhawks (WHL)                          |
| 9.  | Jacob Trouba       | Vereinigte Staaten        | D   | Winnipeg Jets                                               | USA Hockey National Team Development Program (USHL) |
| 10. | Slater Koekkoek    | Kanada                    | D   | Tampa Bay Lightning                                         | Peterborough Petes (OHL)                            |
| 11. | Filip Forsberg     | Schweden                  | RW  | Washington Capitals (von Colorado Avalanche)                | Leksands IF (Elitserien)                            |
| 12. | Michail Grigorenko | Russland                  | C   | Buffalo Sabres                                              | Québec Remparts (QMJHL)                             |
| 13. | Radek Faksa        | Tschechien                | C   | Dallas Stars                                                | Kitchener Rangers (OHL)                             |
| 14. | Zemgus Girgensons  | Lettland                  | C   | Buffalo Sabres (von Calgary Flames)                         | Dubuque Fighting Saints (USHL)                      |
| 15. | Cody Ceci          | Kanada                    | D   | Ottawa Senators                                             | Ottawa 67’s (OHL)                                   |
| 16. | Tom Wilson         | Kanada                    | RW  | Washington Capitals                                         | Plymouth Whalers (OHL)                              |
| 17. | Tomáš Hertl        | Tschechien                | C   | San Jose Sharks                                             | HC Slavia Prag (Extraliga)                          |
| 18. | Teuvo Teräväinen   | Finnland                  | C   | Chicago Blackhawks                                          | Jokerit (SM-liiga)                                  |
| 19. | Andrei Wassilewski | Russland                  | G   | Tampa Bay Lightning (von Detroit Red Wings)                 | Salawat Julajew Ufa (KHL)                           |
| 20. | Scott Laughton     | Kanada                    | C   | Philadelphia Flyers                                         | Oshawa Generals (OHL)                               |
| 21. | Mark Jankowski     | Kanada                    | C   | Calgary Flames (von Nashville Predators via Buffalo Sabres) | Stanstead College (Highschool-Québec)               |
| 22. | Olli Määttä        | Finnland                  | D   | Pittsburgh Penguins                                         | London Knights (OHL)                                |
| 23. | Mike Matheson      | Kanada                    | D   | Florida Panthers                                            | Dubuque Fighting Saints (USHL)                      |
| 24. | Malcolm Subban     | Kanada                    | G   | Boston Bruins                                               | Belleville Bulls (OHL)                              |
| 25. | Jordan Schmaltz    | Vereinigte Staaten        | D   | St. Louis Blues                                             | Green Bay Gamblers (USHL)                           |
| 26. | Brendan Gaunce     | Kanada                    | C   | Vancouver Canucks                                           | Belleville Bulls (OHL)                              |
| 27. | Henrik Samuelsson  | Vereinigte Staaten        | RW  | Phoenix Coyotes                                             | Edmonton Oil Kings (WHL)                            |
| 28. | Brady Skjei        | Vereinigte Staaten        | D   | New York Rangers                                            | USA Hockey National Team Development Program (USHL) |
| 29. | Stefan Matteau     | Vereinigte Staaten Kanada | LW  | New Jersey Devils                                           | USA Hockey National Team Development Program (USHL) |
| 30. | Tanner Pearson     | Kanada                    | LW  | Los Angeles Kings                                           | Barrie Colts (OHL)                                  |

### Runde 2
| #   | Spieler             | Nationalität                  | Pos | NHL-Team                                                                                             | College-/ Junioren-/ Profi-Team                     |
| --- | ------------------- | ----------------------------- | --- | --- | --------------------------------------------------- |
| 31. | Oscar Dansk         | Schweden                      | G   | Columbus Blue Jackets                                                                                | Brynäs IF (J20 SuperElit)                           |
| 32. | Mitchell Moroz      | Kanada                        | LW  | Edmonton Oilers                                                                                      | Edmonton Oil Kings (WHL)                            |
| 33. | Sebastian Collberg  | Schweden                      | RW  | Canadiens de Montréal                                                                                | Frölunda HC (Elitserien)                            |
| 34. | Ville Pokka         | Finnland                      | D   | New York Islanders                                                                                   | Oulun Kärpät (SM-liiga)                             |
| 35. | Matthew Finn        | Kanada                        | D   | Toronto Maple Leafs                                                                                  | Guelph Storm (OHL)                                  |
| 36. | Nic Kerdiles        | Vereinigte Staaten Frankreich | D   | Anaheim Ducks                                                                                        | USA Hockey National Team Development Program (USHL) |
| 37. | Pontus Åberg        | Schweden                      | LW  | Nashville Predators (von Minnesota Wild via San Jose Sharks und Tampa Bay Lightning)                 | Djurgårdens IF (Elitserien)                         |
| 38. | Phillip Di Giuseppe | Kanada                        | LW  | Carolina Hurricanes                                                                                  | University of Michigan (CCHA)                       |
| 39. | Lukas Sutter        | Vereinigte Staaten            | C   | Winnipeg Jets                                                                                        | Saskatoon Blades (WHL)                              |
| 40. | Dylan Blujus        | Vereinigte Staaten            | D   | Tampa Bay Lightning                                                                                  | Brampton Battalion (OHL)                            |
| 41. | Mitchell Heard      | Kanada                        | C   | Colorado Avalanche                                                                                   | Plymouth Whalers (OHL)                              |
| 42. | Patrick Sieloff     | Vereinigte Staaten            | D   | Calgary Flames (von Buffalo Sabres)                                                                  | USA Hockey National Team Development Program (USHL) |
| 43. | Ludvig Byström      | Schweden                      | D   | Dallas Stars                                                                                         | MODO Hockey (Elitserien)                            |
| 44. | Jake McCabe         | Vereinigte Staaten            | D   | Buffalo Sabres (von Calgary Flames)                                                                  | University of Wisconsin–Madison (WCHA)              |
| 45. | Anthony Stolarz     | Vereinigte Staaten            | G   | Philadelphia Flyers (von Ottawa Senators via Phoenix Coyotes und Columbus Blue Jackets)              | Corpus Christi IceRays (NAHL)                       |
| 46. | Raphaël Bussières   | Kanada                        | LW  | Minnesota Wild (von Washington Capitals via New Jersey Devils)                                       | Baie-Comeau Drakkar (QMJHL)                         |
| 47. | Brock McGinn        | Kanada                        | LW  | Carolina Hurricanes (von San Jose Sharks)                                                            | Guelph Storm (OHL)                                  |
| 48. | Dillon Fournier     | Kanada                        | D   | Chicago Blackhawks                                                                                   | Rouyn-Noranda Huskies (QMJHL)                       |
| 49. | Martin Frk          | Tschechien                    | RW  | Detroit Red Wings                                                                                    | Halifax Mooseheads (QMJHL)                          |
| 50. | Colton Sissons      | Kanada                        | C   | Nashville Predators (von Philadelphia Flyers via Tampa Bay Lightning)                                | Kelowna Rockets (WHL)                               |
| 51. | Dalton Thrower      | Kanada                        | D   | Canadiens de Montréal (von Nashville Predators)                                                      | Saskatoon Blades (WHL)                              |
| 52. | Teodors Bļugers     | Lettland                      | C   | Pittsburgh Penguins                                                                                  | Shattuck-St. Mary’s (Highschool-Minnesota)          |
| 53. | Brian Hart          | Vereinigte Staaten            | RW  | Tampa Bay Lightning (von Florida Panthers via Philadelphia Flyers)                                   | Exeter (Highschool-New Hampshire)                   |
| 54. | Mike Winther        | Kanada                        | C   | Dallas Stars (von Boston Bruins via Toronto Maple Leafs, Colorado Avalanche) und Washington Capitals | Prince Albert Raiders (WHL)                         |
| 55. | Chris Tierney       | Kanada                        | C   | San Jose Sharks (Kompensation)                                                                       | London Knights (OHL)                                |
| 56. | Samuel Kurker       | Vereinigte Staaten            | RW  | St. Louis Blues                                                                                      | St. John’s Prep (Highschool-Massachusetts)          |
| 57. | Alexandre Mallet    | Kanada                        | LW  | Vancouver Canucks                                                                                    | Rimouski Océanic (QMJHL)                            |
| 58. | Jordan Martinook    | Kanada                        | LW  | Phoenix Coyotes                                                                                      | Vancouver Giants (WHL)                              |
| 59. | Cristoval Nieves    | Vereinigte Staaten            | C   | New York Rangers                                                                                     | Kent School (Highschool-Connecticut)                |
| 60. | Damon Severson      | Kanada                        | D   | New Jersey Devils                                                                                    | Kelowna Rockets (WHL)                               |
| 61. | Devin Shore         | Kanada                        | C   | Dallas Stars (von Los Angeles Kings via Philadelphia Flyers)                                         | Whitby Fury (OJHL)                                  |

### Runde 3
| #   | Spieler              | Nationalität                  | Pos  | NHL-Team                                                            | College-/ Junioren-/ Profi-Team                     |
| --- | -------------------- | ----------------------------- | ---- | ------------------------------------------------------------------- | --------------------------------------------------- |
| 62. | Joonas Korpisalo     | Finnland                      | G    | Columbus Blue Jackets                                               | Jokerit (SM-liiga)                                  |
| 63. | Jujhar Khaira        | Kanada                        | LW   | Edmonton Oilers                                                     | Prince George Spruce Kings (BCHL)                   |
| 64. | Tim Bozon            | Frankreich Vereinigte Staaten | LW   | Canadiens de Montréal                                               | Kamloops Blazers (WHL)                              |
| 65. | Adam Pelech          | Kanada                        | D    | New York Islanders                                                  | Erie Otters (OHL)                                   |
| 66. | Jimmy Vesey          | Vereinigte Staaten            | LW   | Nashville Predators (von Toronto Maple Leafs via Los Angeles Kings) | South Shore Kings (EJHL)                            |
| 67. | Mackenzie MacEachern | Vereinigte Staaten            | LW   | St. Louis Blues (von Anaheim Ducks)                                 | Brother Rice (Highschool-Michigan)                  |
| 68. | John Draeger         | Vereinigte Staaten            | D    | Minnesota Wild                                                      | Shattuck-St. Mary’s (Highschool-Minnesota)          |
| 69. | Daniel Altshuller    | Kanada                        | G    | Carolina Hurricanes                                                 | Oshawa Generals (OHL)                               |
| 70. | Scott Kosmachuk      | Kanada                        | RW   | Winnipeg Jets                                                       | Guelph Storm (OHL)                                  |
| 71. | Tanner Richard       | Schweiz                       | C    | Tampa Bay Lightning                                                 | Guelph Storm (OHL)                                  |
| 72. | Troy Bourke          | Kanada                        | LW   | Colorado Avalanche                                                  | Prince George Cougars (WHL)                         |
| 73. | Justin Kea           | Kanada                        | C    | Buffalo Sabres                                                      | Saginaw Spirit (OHL)                                |
| 74. | Esa Lindell          | Finnland                      | D    | Dallas Stars                                                        | Jokerit (SM-liiga)                                  |
| 75. | Jon Gillies          | Vereinigte Staaten            | G    | Calgary Flames                                                      | Indiana Ice (USHL)                                  |
| 76. | Chris Driedger       | Kanada                        | G    | Ottawa Senators                                                     | Calgary Hitmen (WHL)                                |
| 77. | Chandler Stephenson  | Kanada                        | C/LW | Washington Capitals                                                 | Regina Pats (WHL)                                   |
| 78. | Shayne Gostisbehere  | Vereinigte Staaten            | D    | Philadelphia Flyers (von San Jose Sharks via Florida Panthers)      | Union College (ECAC)                                |
| 79. | Chris Calnan         | Vereinigte Staaten            | RW   | Chicago Blackhawks                                                  | Nobles (Highschool-Massachusetts)                   |
| 80. | Jake Paterson        | Kanada                        | G    | Detroit Red Wings                                                   | Saginaw Spirit (OHL)                                |
| 81. | Oskar Sundqvist      | Schweden                      | C    | Pittsburgh Penguins (von Philadelphia Flyers via Phoenix Coyotes)   | Skellefteå AIK (Elitserien)                         |
| 82. | Jarrod Maidens       | Kanada                        | C/LW | Ottawa Senators (von Nashville Predators)                           | Owen Sound Attack (OHL)                             |
| 83. | Matt Murray          | Kanada                        | G    | Pittsburgh Penguins                                                 | Sault Ste. Marie Greyhounds (OHL)                   |
| 84. | Steven Hodges        | Kanada                        | C    | Florida Panthers                                                    | Victoria Royals (WHL)                               |
| 85. | Matt Grzelcyk        | Vereinigte Staaten            | D    | Boston Bruins                                                       | USA Hockey National Team Development Program (USHL) |
| 86. | Colton Parayko       | Kanada                        | D    | St. Louis Blues                                                     | Fort McMurray Oil Barons (AJHL)                     |
| 87. | Frederik Andersen    | Dänemark                      | G    | Anaheim Ducks (von Vancouver Canucks)                               | Frölunda HC (Elitserien)                            |
| 88. | James Melindy        | Kanada                        | D    | Phoenix Coyotes                                                     | Moncton Wildcats (QMJHL)                            |
| 89. | Brendan Leipsic      | Kanada                        | LW   | Nashville Predators (von New York Rangers)                          | Portland Winterhawks (WHL)                          |
| 90. | Ben Johnson          | Vereinigte Staaten            | C/LW | New Jersey Devils                                                   | Windsor Spitfires (OHL)                             |
| 91. | Daniil Scharkow      | Russland                      | LW   | Edmonton Oilers (von Los Angeles Kings)                             | Belleville Bulls (OHL)                              |

### Runde 4
Ab Runde 4 sind nur Spieler, über die ein Artikel existiert, aufgeführt.
| #    | Spieler            | Nationalität       | Pos | NHL-Team                                                               | College-/ Junioren-/ Profi-Team         |
| ---- | ------------------ | ------------------ | --- | ---------------------------------------------------------------------- | --------------------------------------- |
| 93.  | Erik Gustafsson    | Schweden           | D   | Edmonton Oilers                                                        | Djurgårdens IF (Elitserien)             |
| 95.  | Josh Anderson      | Kanada             | RW  | Columbus Blue Jackets (von New York Islanders via Vancouver Canucks)   | London Knights (OHL)                    |
| 101. | Cédric Paquette    | Kanada             | C   | Tampa Bay Lightning                                                    | Armada de Blainville-Boisbriand (QMJHL) |
| 104. | Gemel Smith        | Kanada             | C   | Dallas Stars                                                           | Owen Sound Attack (OHL)                 |
| 105. | Brett Kulak        | Kanada             | D   | Calgary Flames                                                         | Vancouver Giants (WHL)                  |
| 110. | Andreas Athanasiou | Kanada             | C   | Detroit Red Wings                                                      | London Knights (OHL)                    |
| 115. | Trevor Carrick     | Kanada             | D   | Carolina Hurricanes (von Boston Bruins)                                | Mississauga St. Michael’s Majors (OHL)  |
| 117. | Taylor Leier       | Kanada             | LW  | Philadelphia Flyers (von Vancouver Canucks) via Columbus Blue Jackets) | Portland Winterhawks (WHL)              |
| 119. | Calle Andersson    | Schweden           | D   | New York Rangers                                                       | Färjestad BK (J20 SuperElit)            |
| 120. | Jaccob Slavin      | Vereinigte Staaten | D   | Carolina Hurricanes (von New Jersey Devils                             | Chicago Steel (USHL)                    |
| 121. | Nikolai Prochorkin | Russland           | LW  | Los Angeles Kings                                                      | HK ZSKA Moskau (KHL)                    |

### Runde 5
| #    | Spieler           | Nationalität       | Pos | NHL-Team                                          | College-/ Junioren-/ Profi-Team                     |
| ---- | ----------------- | ------------------ | --- | ------------------------------------------------- | --------------------------------------------------- |
| 122. | Charles Hudon     | Kanada             | LW  | Canadiens de Montréal (von Columbus Blue Jackets) | Chicoutimi Saguenéens (QMJHL)                       |
| 126. | Dominic Toninato  | Vereinigte Staaten | C   | Toronto Maple Leafs                               | Fargo Force (USHL)                                  |
| 130. | Connor Hellebuyck | Vereinigte Staaten | G   | Winnipeg Jets                                     | Odessa Jackalopes (NAHL)                            |
| 131. | Seth Griffith     | Kanada             | C   | Boston Bruins (von Tampa Bay Lightning)           | London Knights (OHL)                                |
| 132. | Michael Clarke    | Kanada             | C   | Colorado Avalanche                                | Windsor Spitfires (OHL)                             |
| 137. | Connor Carrick    | Vereinigte Staaten | D   | Washington Capitals                               | USA Hockey National Team Development Program (USHL) |
| 138. | Daniel O’Regan    | Vereinigte Staaten | C   | San Jose Sharks                                   | Saint Sebastian’s School (Highschool-Massachusetts) |
| 142. | Thomas Spelling   | Dänemark           | RW  | New York Rangers                                  | Herning Blue Fox (AL-Bank Ligaen)                   |
| 147. | Ben Hutton        | Kanada             | D   | Vancouver Canucks                                 | Nepean Raiders (CCHL)                               |
| 150. | Alexander Kerfoot | Kanada             | C   | New Jersey Devils                                 | Coquitlam Express (BCHL)                            |
| 151. | Colin Miller      | Kanada             | D   | Los Angeles Kings                                 | Sault Ste. Marie Greyhounds (OHL)                   |

### Runde 6
| #    | Spieler            | Nationalität       | Pos  | NHL-Team                                    | College-/ Junioren-/ Profi-Team |
| ---- | ------------------ | ------------------ | ---- | ------------------------------------------- | ------------------------------- |
| 156. | Connor Brown       | Kanada             | RW   | Toronto Maple Leafs                         | Erie Otters (OHL)               |
| 158. | Christoph Bertschy | Schweiz            | C    | Minnesota Wild                              | SC Bern (NLA)                   |
| 161. | Jake Dotchin       | Kanada             | D    | Tampa Bay Lightning                         | Owen Sound Attack (OHL)         |
| 162. | Joseph Blandisi    | Kanada             | C    | Colorado Avalanche                          | Owen Sound Attack (OHL)         |
| 163. | Linus Ullmark      | Schweden           | G    | Buffalo Sabres                              | MODO Hockey (Elitserien)        |
| 169. | Vinnie Hinostroza  | Vereinigte Staaten | C/LW | Chicago Blackhawks                          | Waterloo Black Hawks (USHL)     |
| 171. | Tomáš Hyka junior  | Tschechien         | RW   | Los Angeles Kings (von Philadelphia Flyers) | Gatineau Olympiques (QMJHL)     |
| 173. | Anton Slobin       | Russland           | LW   | Pittsburgh Penguins                         | Shawinigan Cataractes (QMJHL)   |
| 175. | Matt Benning       | Kanada             | D    | Boston Bruins                               | Spruce Grove Saints (AJHL)      |
| 176. | Petteri Lindbohm   | Finnland           | D    | St. Louis Blues                             | Jokerit (SM-liiga)              |
| 179. | Marek Mazanec      | Tschechien         | G    | Nashville Predators (von New York Rangers)  | HC Plzeň 1929 (Extraliga)       |
| 181. | Paul LaDue         | Vereinigte Staaten | D    | Los Angeles Kings                           | Lincoln Stars (USHL)            |

### Runde 7
| #    | Spieler         | Nationalität       | Pos | NHL-Team                                 | College-/ Junioren-/ Profi-Team |
| ---- | --------------- | ------------------ | --- | ---------------------------------------- | ------------------------------- |
| 184. | Marek Langhamer | Tschechien         | G   | Phoenix Coyotes                          | HC Pardubice (U20-Extraliga)    |
| 195. | Christian Djoos | Schweden           | D   | Washington Capitals (von Calgary Flames) | Brynäs IF (J20 SuperElit)       |
| 198. | Joakim Ryan     | Vereinigte Staaten | D   | San Jose Sharks                          | Cornell University (ECAC)       |
| 202. | Nikita Gussew   | Russland           | LW  | Tampa Bay Lightning                      | HK ZSKA Moskau (KHL)            |